# Robert Cumming Schenck

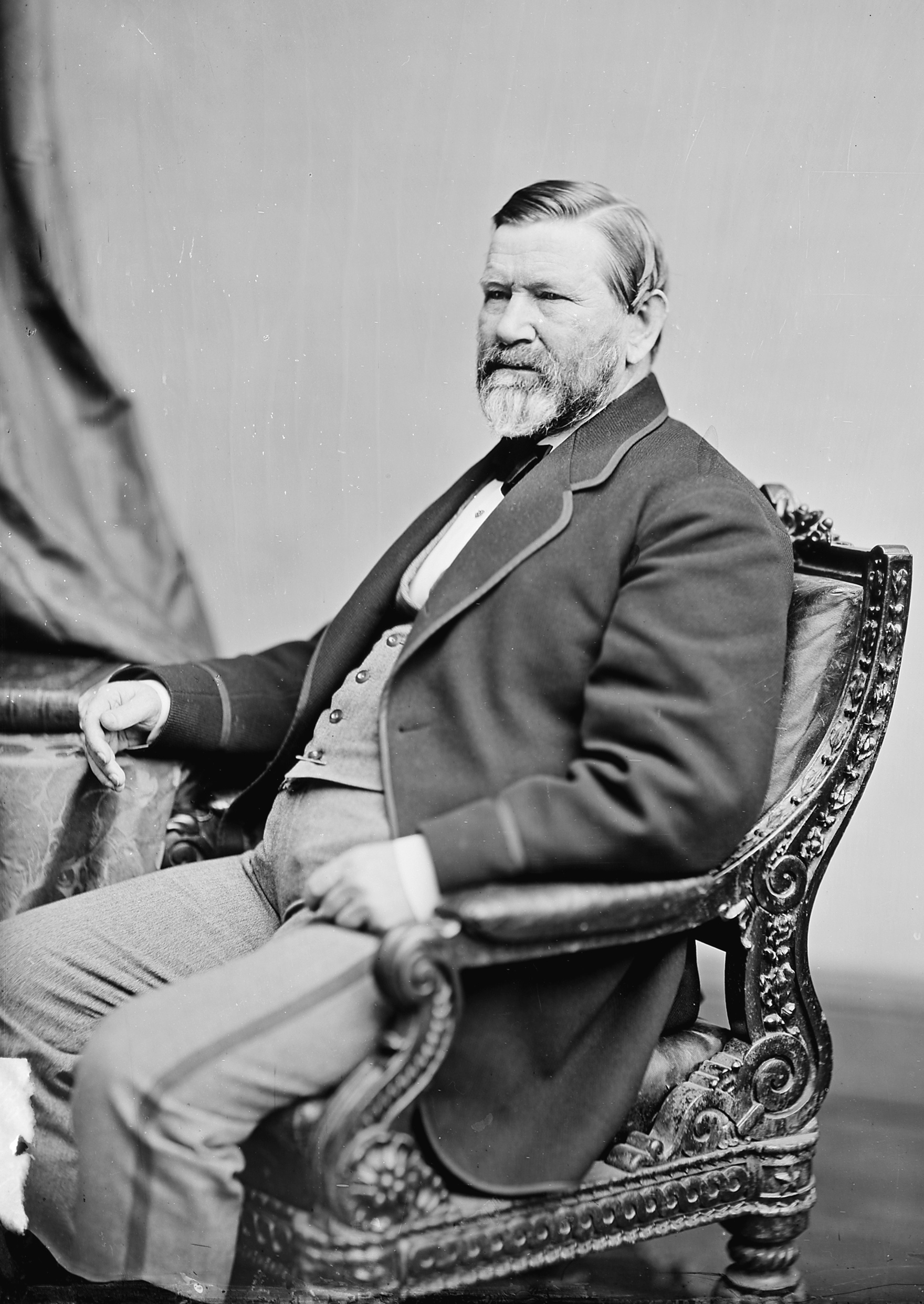
Robert Cumming Schenck

Robert Cumming Schenck (* 4. Oktober 1809 in Franklin, Ohio; † 23. März 1890 in Washington, D.C.) war ein US-amerikanischer Politiker, Diplomat und Offizier. Zwischen 1843 und 1851 sowie nochmals von 1863 bis 1871 vertrat er den Bundesstaat Ohio im US-Repräsentantenhaus; außerdem fungierte er als Botschafter der Vereinigten Staaten in Brasilien und Großbritannien.

## Werdegang
Robert Schenck besuchte die öffentlichen Schulen seiner Heimat und studierte danach bis 1827 an der Miami University in Oxford. Danach gehörte er bis 1829 dem Lehrkörper dieser Universität an. Nach einem anschließenden Jurastudium und seiner 1833 erfolgten Zulassung als Rechtsanwalt begann er in Dayton in diesem Beruf zu arbeiten. Politisch schloss er sich in den 1830er Jahren der damals gegründeten Whig Party an. Zwischen 1839 und 1843 saß er als Abgeordneter im Repräsentantenhaus von Ohio.
Bei den Kongresswahlen des Jahres 1842 wurde Schenck im dritten Wahlbezirk von Ohio in das US-Repräsentantenhaus in Washington gewählt, wo er am 4. März 1843 die Nachfolge von Patrick Gaines Goode antrat. Nach drei Wiederwahlen konnte er bis zum 3. März 1851 vier Legislaturperioden im Kongress absolvieren. In diese Zeit fiel der Mexikanisch-Amerikanische Krieg. Schenck war als Gegner der Sklaverei gegen diesen Krieg, weil er fürchtete, diese Institution werde in die eroberten Gebiete ausgeweitet. Von 1847 bis 1849 war er Vorsitzender des Ausschusses für Straßen und Kanäle. 1850 wurde der von US-Senator Henry Clay eingebrachte Kompromiss von 1850 verabschiedet. Im selben Jahr verzichtete Schenck auf eine weitere Kongresskandidatur.
Zwischen 1851 und 1853 war er als Nachfolger von David Tod US-Botschafter in Brasilien. Zu seinem damaligen Zuständigkeitsbereich gehörten auch Argentinien, Uruguay und Paraguay. Nach seiner Rückkehr praktizierte er wieder als Anwalt. Außerdem war er Präsident der Fort Wayne Western Railroad Company. Ende der 1850er Jahre schloss er sich der Republikanischen Partei an. Während des Bürgerkriegs diente Schenck zwischen dem 17. Mai 1861 und dem 3. Dezember 1863 zunächst als Brigadegeneral und dann als Generalmajor im Heer der Union.
Bei den Wahlen des Jahres 1862 wurde Schenck als Republikaner erneut im dritten Distrikt seines Staates in den Kongress gewählt, wo er am 4. März 1863 den Demokraten Clement Vallandigham ablöste. Im Repräsentantenhaus stieg er dann 1869 in die Führung des Repräsentantenhauses auf, als er zum Vorsitzenden der House Republican Conference, der republikanischen Fraktion im Repräsentantenhaus, gewählt wurde. Nach drei Wiederwahlen konnte er bis zu seinem Rücktritt am 5. Januar 1871 im US-Repräsentantenhaus verbleiben. Im Jahr 1870 wurde er nicht wiedergewählt. In diese Zeit fiel das Ende des Bürgerkriegs. Seit 1865 war die Arbeit des Kongresses von den Spannungen zwischen den Republikanern und Präsident Andrew Johnson geprägt, die in einem nur knapp gescheiterten Amtsenthebungsverfahren gipfelten. Während Schencks Zeit im Kongress wurden der 13., der 14. und der 15. Verfassungszusatz ratifiziert. Schenk war von 1863 bis 1867 Vorsitzender des Militärausschusses. Danach leitete er das Committee on Ways and Means. Im Jahr 1866 war er Delegierter zur Philadelphia Loyalist Convention.
Zwischen 1871 und 1876 amtierte Robert Schenck als US-Botschafter in Großbritannien, wo er auf John Lothrop Motley folgte. Im Jahr 1871 gehörte er der Alabama Claims Kommission an, die einen Vorfall aus dem Bürgerkrieg um das konföderierte Schiff Alabama untersuchte, in den auch die Briten verwickelt waren. Nach seiner Rückkehr aus England praktizierte Schenck in Washington als Anwalt. Dort verstarb er am 23. März 1890. Er wurde in Dayton beigesetzt.